# Passionens vindue
|  | Denne artikel er oprettet af botten Steenthbot ud fra en ekstern database. Den kan derfor have sproglige fejl eller mangler. Denne skabelon kan fjernes efter kontrol af indholdet. |

Passionens vindue er en dansk eksperimentalfilm fra 2003 instrueret af Gunnar Wille efter eget manuskript.